# 丹後町
丹後町（たんごちょう）は、かつて京都府竹野郡に属していた町。丹後半島の北端部に位置していた。
2004年（平成16年）4月1日に丹後町を含む6町が新設合併して京丹後市が発足し、丹後町は廃止された。

## 象徴

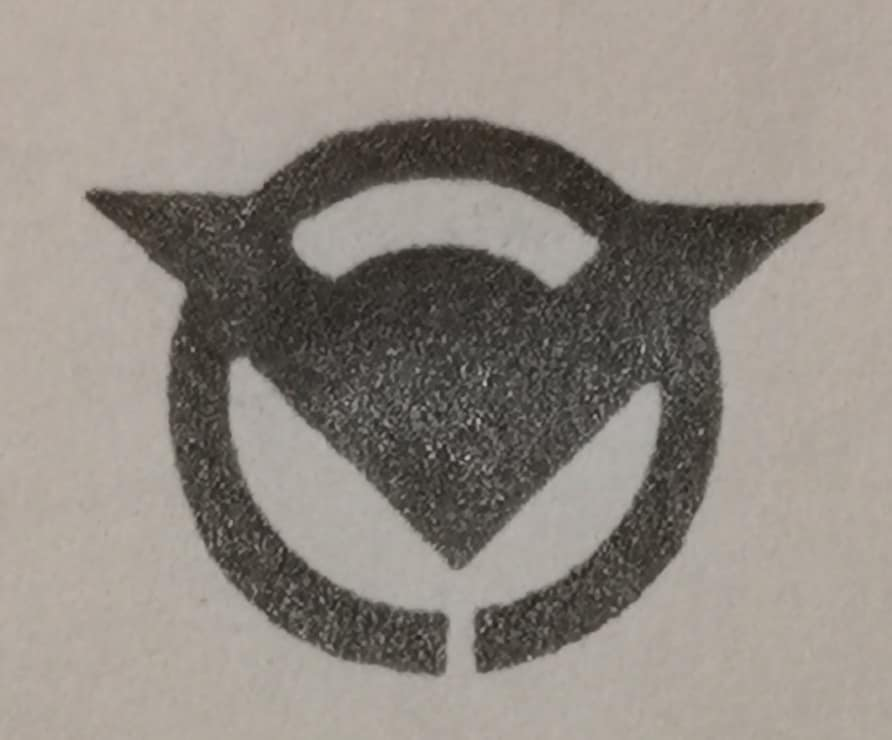
丹後町の町章

町章は、「丹」の字を図案化したうえで、横棒を翼に象り町の発展と飛躍を表現し、その下の白い部分で双葉を表現した。
町の木はクロマツ、町の花はスイセン、町の特産品として間人ガニ、サバのへしこ、イワシなどの鮮魚、丹後ちりめんがしられた。
丹後町は古くから拓かれた土地で縄文時代晩期の遺跡が点在し、古墳時代には有力な権力者の存在がうかがわれる全長180メートル超の神明山古墳など多くの古墳群がある。町はこうした歴史的遺産と豊かな自然を活かした丹後リゾート構想に基づく開発連携を図り、基盤施設の整備や地域産業の振興に力を注いだ。

## 地理

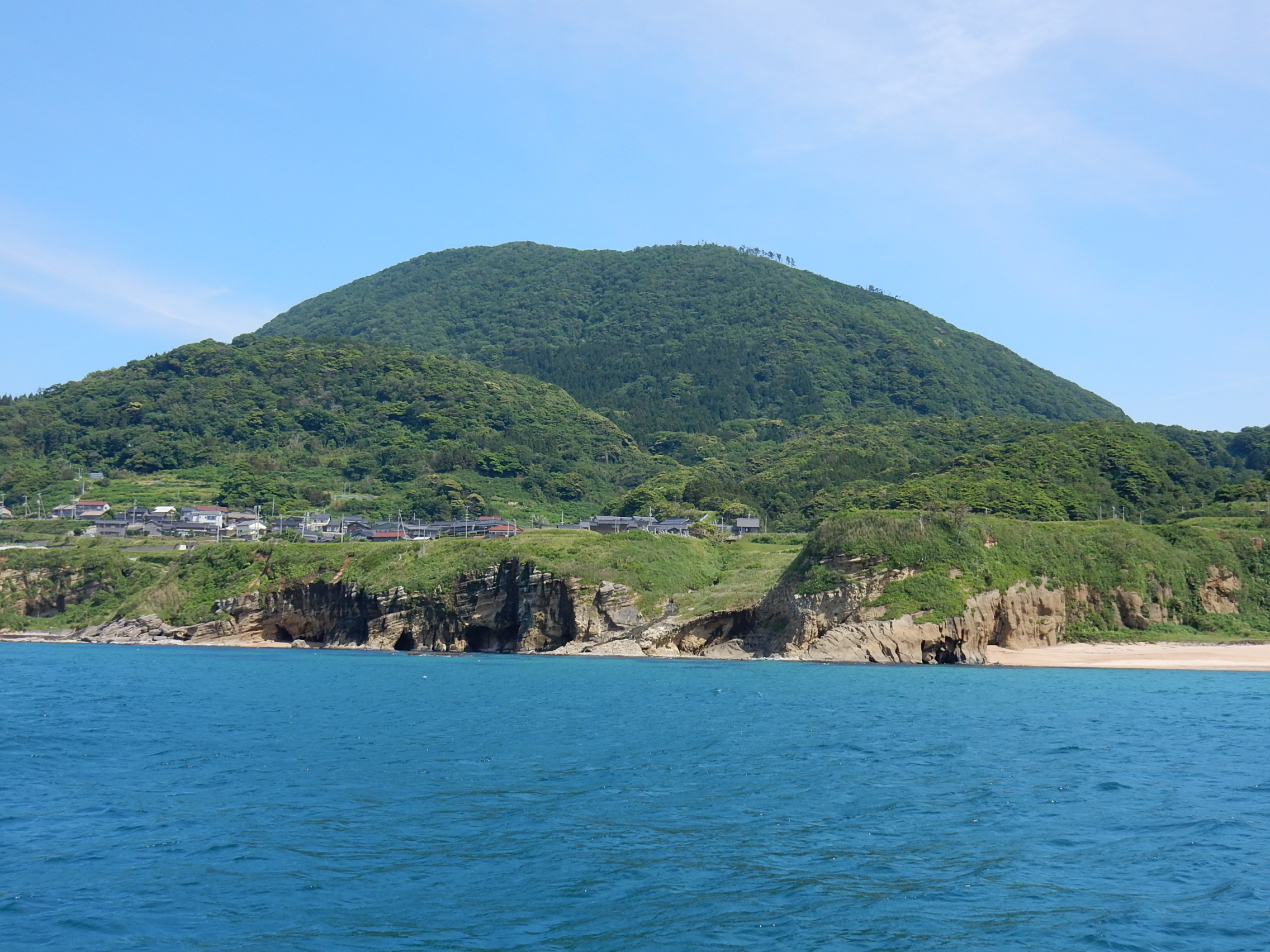
依遅ヶ尾山

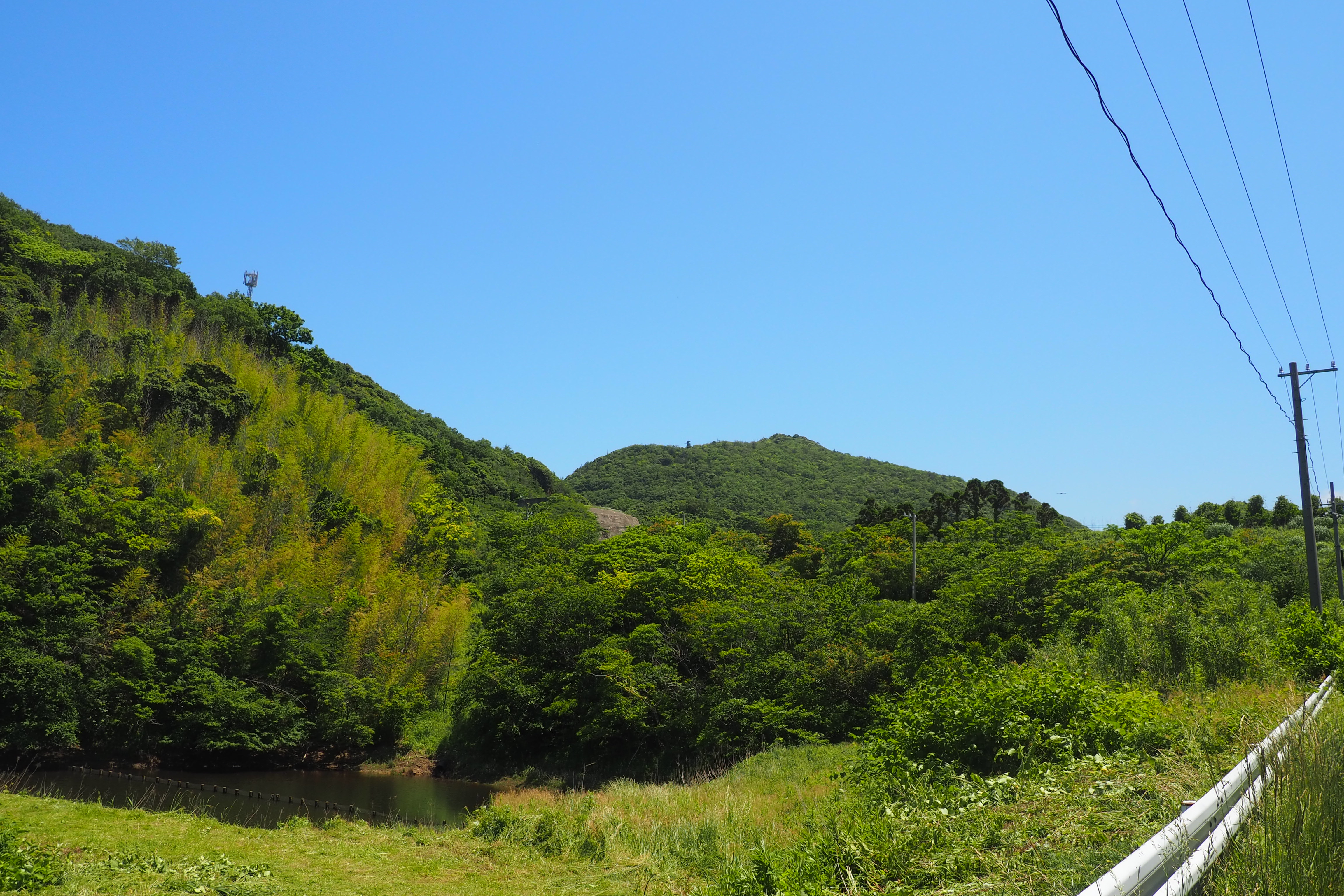
徳良山

京都府の最北端に位置し、北側は日本海に面していた。南東は与謝郡伊根町と、南は竹野郡弥栄町と、西は竹野郡網野町と接していた。町域の一部は丹後天橋立大江山国定公園の丹後半島沿岸地区に含まれていた。
気候は日本海岸特有の海洋性気候であり、山陰地方とほぼ同じ気候となる。冬季の積雪は北陸地方より少ないものの、平地では30-50cm、山間部では100-200cmの積雪となることが多い。毎年秋季から冬季には、うらにしと呼ばれるこの地域特有の季節風が吹く。うらにしは瞬間的な南西風であり、この季節のこの地域における不安定な気象状態のことも指す。

### 地形
山岳
丹後半島の中央部には丹後山地が形成されており、北西に延びる金剛童子山の山系が依遅ヶ尾山まで続いている。
- 依遅ヶ尾山 - 標高540 m。関西百名山。大字遠下。[5]
- 岳山 - 標高451 m。大字袖志[5]。
- 力石山 - 標高336 m。大字力石[5]。
- 上山岳 - 標高306 m。大字上山[5]。
- 徳良山 - 標高221 m。大字砂方[5]。 徳楽山や戸倉山とも書かれる。
- 大山 - 標高213 m。大字大山[5]。

河川
丹後町には竹野川や宇川が流れており、いずれも両岸に沖積平野を形成している。両河川の流域や日本海沿岸には小さな平地が形成されており、その平地に大小の集落と農地が点在している。
- 竹野川 - 全長27.594 km。流域面積206.4 m2。丹後半島最長・最大の河川。[6]
- 宇川 - 全長17.891 km。流域面積54.2 m2[6]。
- 吉野川 - 全長2.7 km。流域面積11.0 m2[6]。
- 吉永川 - 全長2.9 km。流域面積11.4 m2[6]。

### 地域

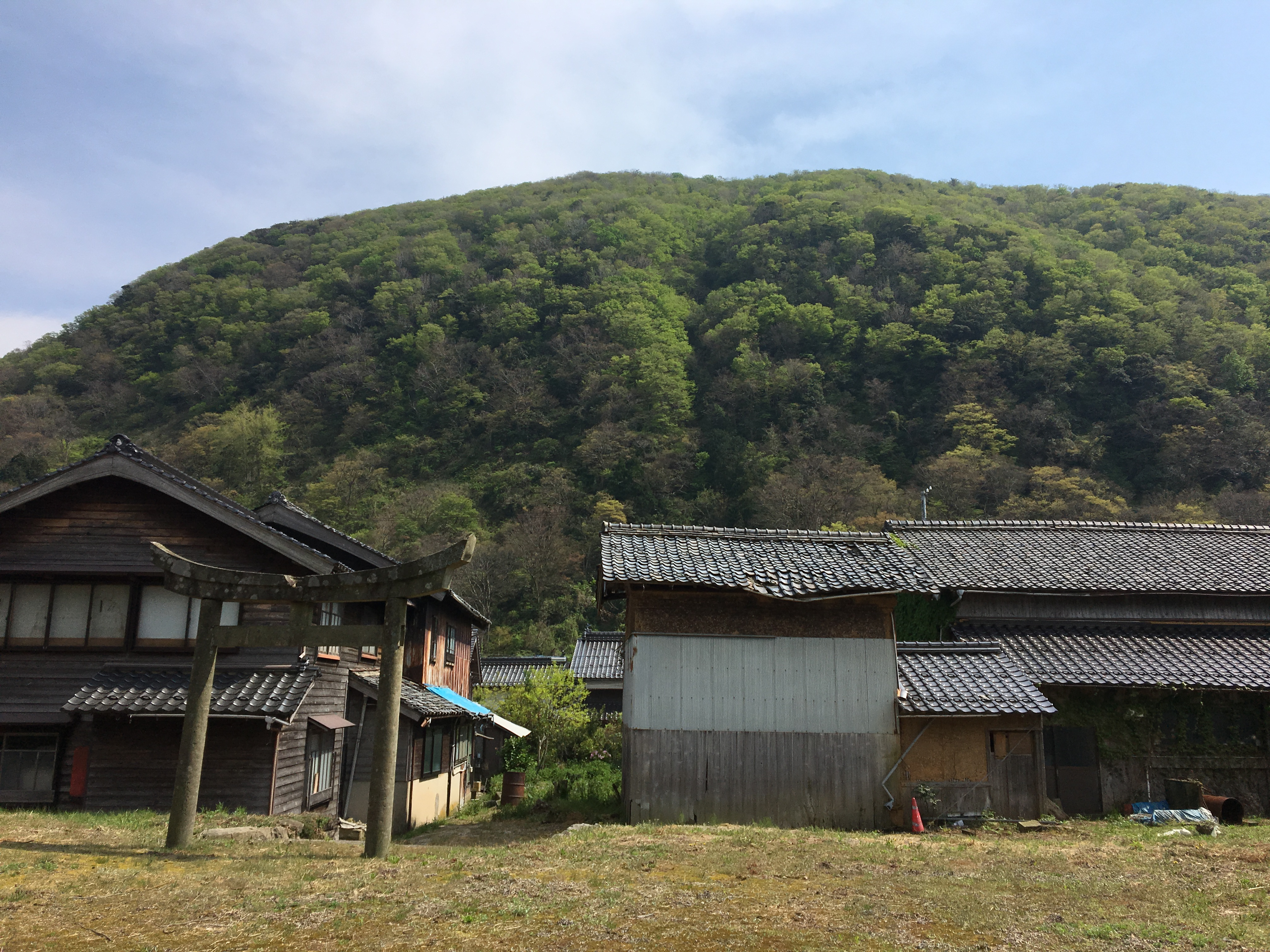
乗原

丹後町東部の14の大字を総称して宇川と呼ばれる。
戦後には山間部の集落を中心として離村・廃村（丹後町の離村・廃村）が相次いだ。
- 小間
- 岡成
- 向地・小泊
- 谷
- 砂方
- 成願寺
- 徳光
- 三宅
- 大山
- 岩木
- 是安
- 吉永
- 矢畑
- 竹野

- 宮地
- 牧ノ谷
- 願興寺
- 家ノ谷
- 筆石
- 乗原
- 此代
- 平・井上
- 中野
- 井谷
- 畑地
- 遠下
- 鞍内
- 袖志

- 尾和
- 中浜
- 久僧
- 上野
- 谷内
- 上山
- 上宇川
- 神主
- 大石
- 力石
- 一段
- 相川谷
- 栃谷
- 碇

## 歴史
- 1955年（昭和30年）2月1日 - 竹野郡間人町・豊栄村・竹野村・上宇川村・下宇川村が合併して竹野郡丹後町が発足。
- 2004年（平成16年）4月1日 - 竹野郡丹後町・網野町・弥栄町・中郡峰山町・大宮町・熊野郡久美浜町の6町が新設合併して京丹後市が発足。同日丹後町廃止。

## 行政

### 歴代町長
- 初代 野木善保 - 1955年2月-1959年2月
- 2代 蒲田保 - 1959年2月-????年?月
- 相見幸三 - ????年?月-2002年5月

### 姉妹都市
- 京都府相楽郡木津町

## 人口と世帯数
| 人口の変遷         | 人口の変遷 | 人口の変遷 |  |
| ------------------ | ---------- | ---------- |  |
| 1970年（昭和45年） | 9,661人    |            |  |
| 1975年（昭和50年） | 9,345人    |            |  |
| 1980年（昭和55年） | 8,956人    |            |  |
| 1985年（昭和60年） | 8,611人    |            |  |
| 1990年（平成2年）  | 8,042人    |            |  |
| 1995年（平成7年）  | 7,607人    |            |  |
| 2000年（平成12年） | 7,164人    |            |  |

| 世帯数の変遷       | 世帯数の変遷 | 世帯数の変遷 |  |
| ------------------ | ------------ | ------------ |  |
| 1970年（昭和45年） | 2,471戸      |              |  |
| 1975年（昭和50年） | 2,410戸      |              |  |
| 1980年（昭和55年） | 2,461戸      |              |  |
| 1985年（昭和60年） | 2,382戸      |              |  |
| 1990年（平成2年）  | 2,391戸      |              |  |
| 1995年（平成7年）  | 2,372戸      |              |  |
| 2000年（平成12年） | 2,375戸      |              |  |

- 人口・世帯数はいずれも国勢調査[1][7]。

## 経済

### 織物業

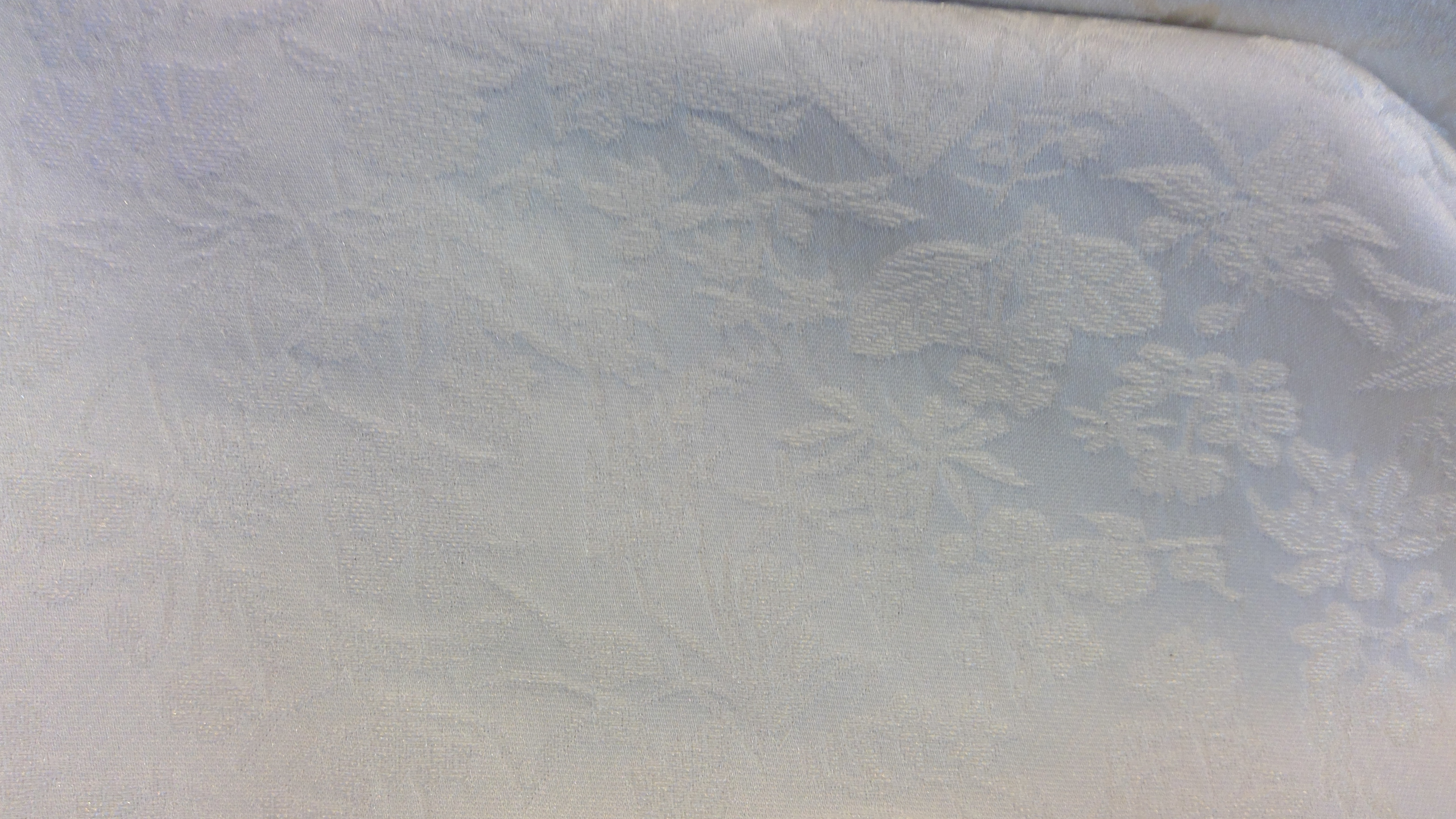
丹後ちりめんの布地

この地域では歴史的に織物業が盛んであり、明治初期には与謝郡加悦町や中郡峰山町などから丹後ちりめん産業が導入された。第一次世界大戦時の1917年（大正6年）から1919年（大正8年）が戦前の全盛期であり、この地域には約150戸の機屋と400台の織機があった。1927年（昭和2年）3月7日の北丹後地震では大きな被害を受けたが、手織機から力織機への転換が図られるとともに経営規模を拡大させ、1940年（昭和15年）のこの地域には1000台以上の織機があった。1973年（昭和48年）の丹後町における機業戸数は838戸、織機台数は2,975台であり、戸数の内訳は専業が318戸、兼業が453戸、その他が66戸だった。

### 漁業
丹後町では漁業も盛んであり、ブリ・鯛・カレイ・イカ・カニ・わかめ・海苔などが漁獲される。間人漁港のブランドとして「間人ガニ」（たいざガニ）がある。間人漁港に水揚げされる松葉蟹（ズワイガニ）のうち、厳しい選別を経たものだけが間人ガニとして出荷される。
- 間人漁港 - 「間人ガニ」で知られる。
- 小間漁港
- 中浜漁港 - 第4種漁港（避難港）。
- 袖志漁港

## 教育

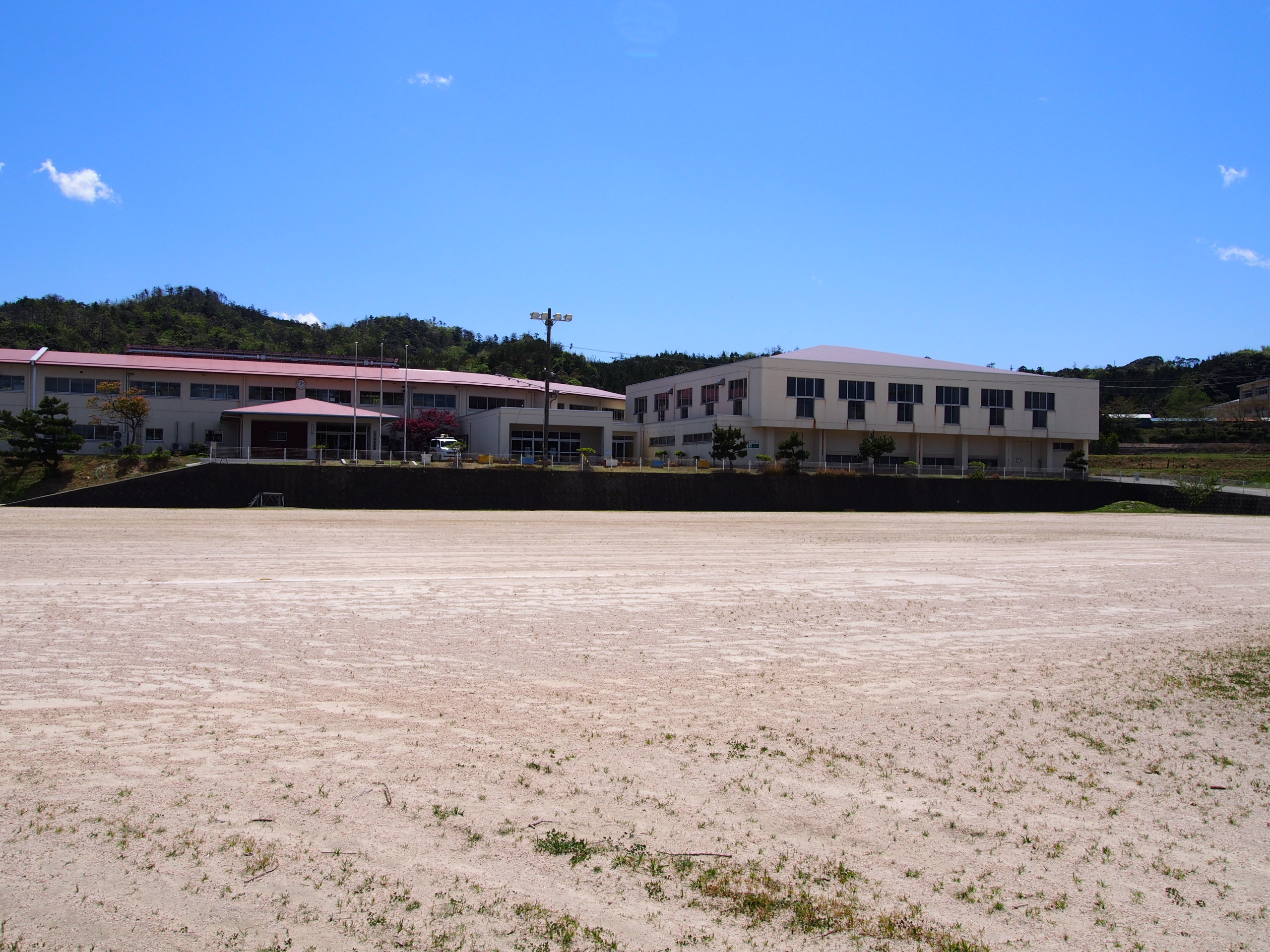
丹後町立宇川小学校

### 高等学校
- 京都府立網野高等学校間人分校 - 京丹後市発足後の2022年3月に廃校。

### 中学校
- 丹後町立間人中学校[注釈 1]
- 丹後町立宇川中学校[注釈 2]

### 小学校
- 丹後町立豊栄小学校[注釈 3]
- 丹後町立間人小学校[注釈 4]
- 丹後町立竹野小学校[注釈 5]
- 丹後町立宇川小学校

### 廃校
- 丹後町立上宇川小学校 - 1975年閉校。下宇川小学校と統合されて宇川小学校が開校した。
- 丹後町立下宇川小学校 - 1975年閉校。上宇川小学校と統合されて宇川小学校が開校した。
- 丹後町立下宇川小学校袖志分校 - 1975年閉校。宇川小学校に統合された。
- 丹後町立竹野小学校此代分校 - 1975年閉校。本校である竹野小学校に統合された。
- 丹後町立豊栄小学校力石分校 - 1976年閉校。本校である豊栄小学校に統合された。
- 丹後町立虎杖小学校 - 1991年3月閉校。宇川小学校に統合された。

## 交通

### 道路

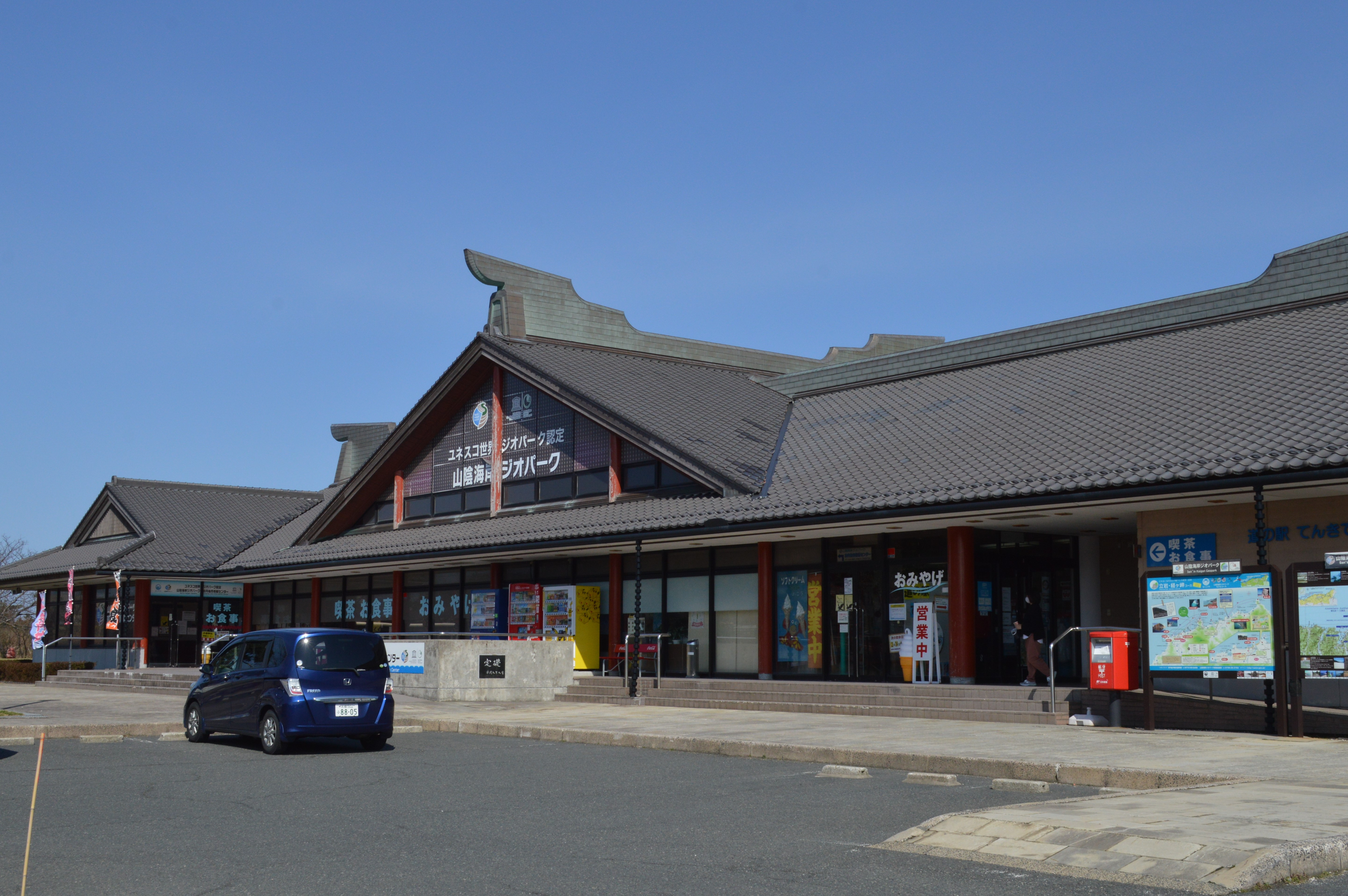
道の駅てんきてんき丹後

一般国道
- 国道178号
- 国道482号

一般県道
- 京都府道75号浜丹後線
- 京都府道656号間人大宮線

道の駅
- てんきてんき丹後

## 名所・旧跡・観光スポット

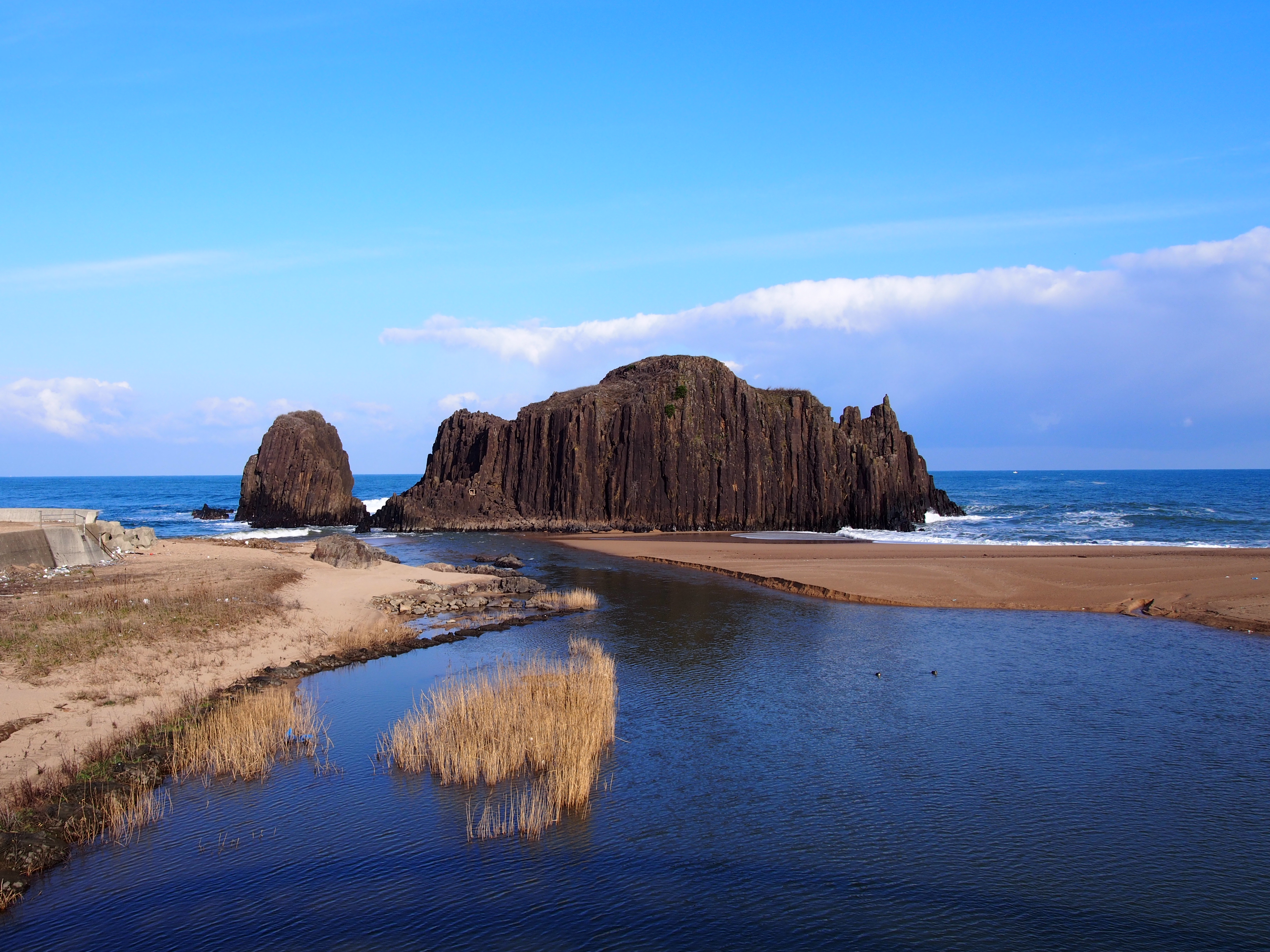
立岩

### 名所
- 経ヶ岬 - 丹後半島の北端部から日本海に向かって約800m突き出た経ヶ岬[11]。京都の自然200選。
- 丹後松島 - 日本三景の松島に似ている小島群[12]。「丹後の海岸地形」として京都の自然200選[12]。
- 立岩 - 後ヶ浜海岸にある高さ20mの自然岩[13]。「丹後の海岸地形」として京都の自然200選[12]。鬼退治の伝説が残り、付近から間人皇后聖徳太子母子像に見守られる[1]。
- 屏風岩 - 屏風を立てたような自然岩[12]。「丹後の海岸地形」として京都の自然200選[12]。
- 城島 - 小間港の入り口に浮かぶ小島[12]。「丹後の海岸地形」として京都の自然200選[12]。
- 犬ヶ岬 - 犬が寝そべっているように見える岬[12]。「丹後の海岸地形」として京都の自然200選[12]。
- 筆石海岸段丘 - 日本海に近い断崖上に田畑が広がる段丘[12]。「丹後の海岸地形」として京都の自然200選[12]。

### 旧跡
- 竹野神社 - 式内社。社格は旧府社。祭礼では郷土芸能の竹野テンキテンキが演じられる。

### 観光スポット
- 間人温泉郷
- 宇川温泉よし野の里
- 袖志の棚田 - 日本の棚田百選[14]。
- 経ヶ岬灯台 - 日本三大灯台のひとつ[15]。映画「新・喜びも悲しみも幾歳月」の舞台となった[1]。
- 碇高原 - 京都府碇高原総合牧場が設置され、焼き肉ハウス、テニスコート、資料館などが整備されている[1]。

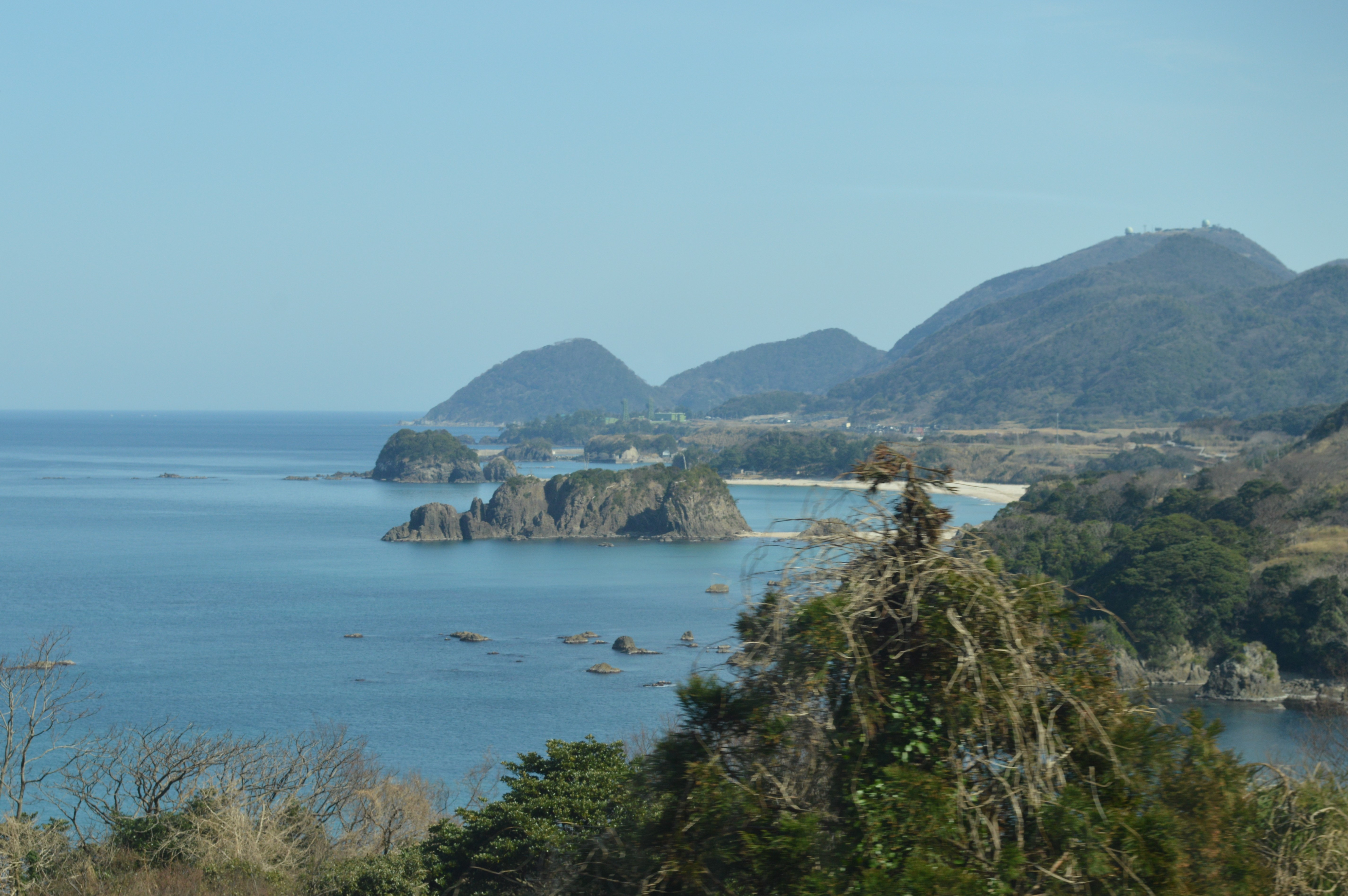
丹後松島
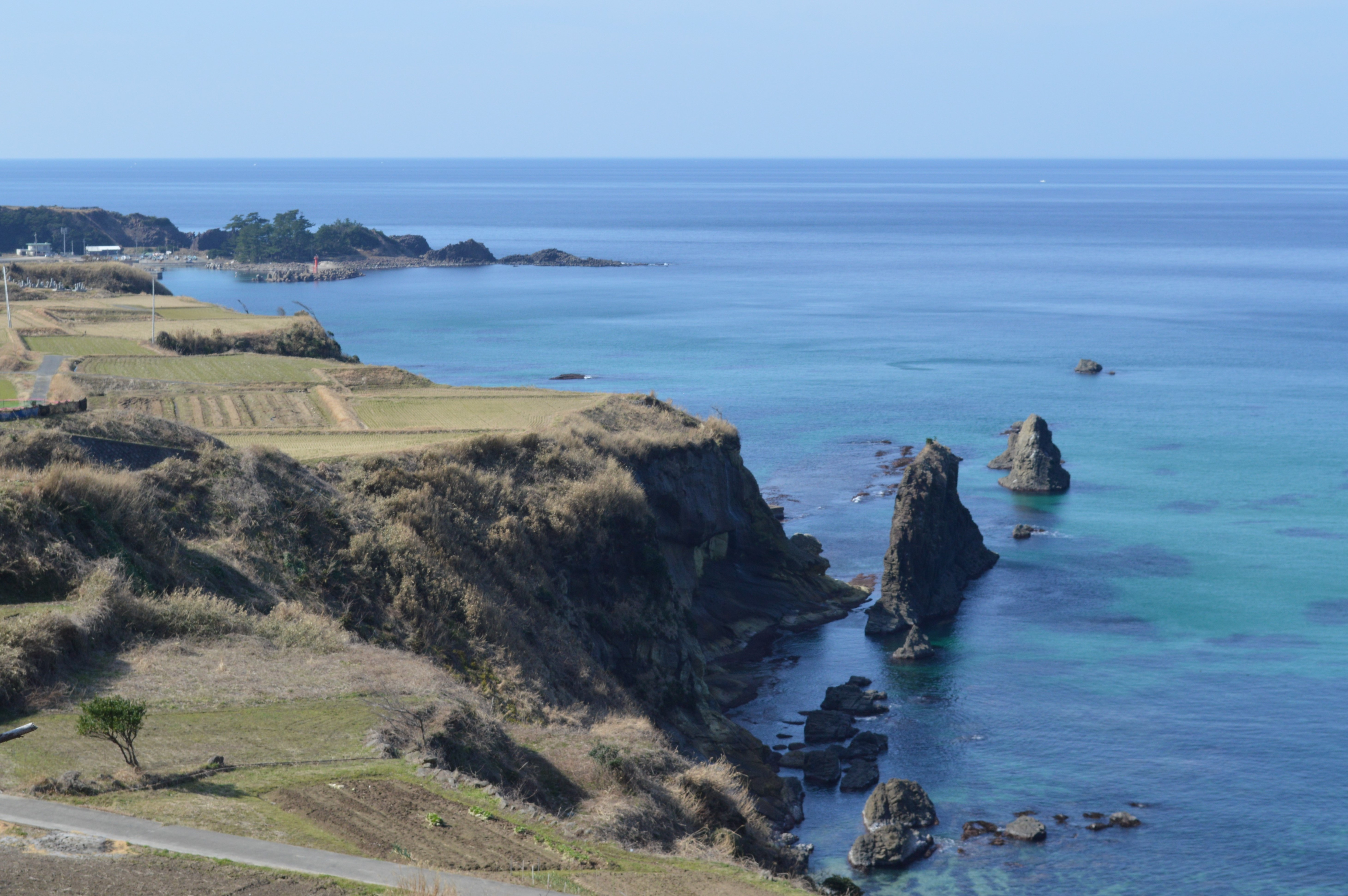
屏風岩
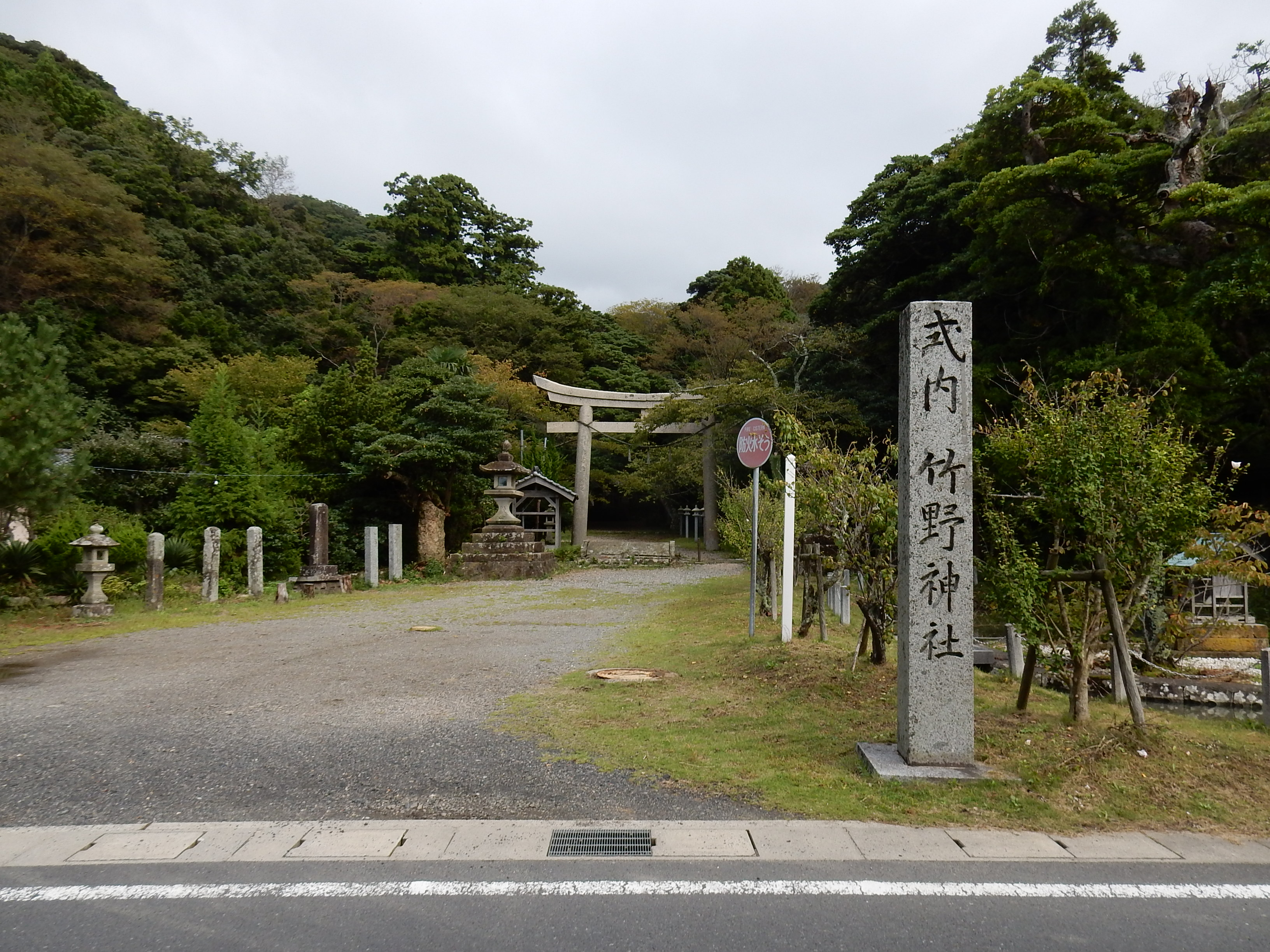
竹野神社
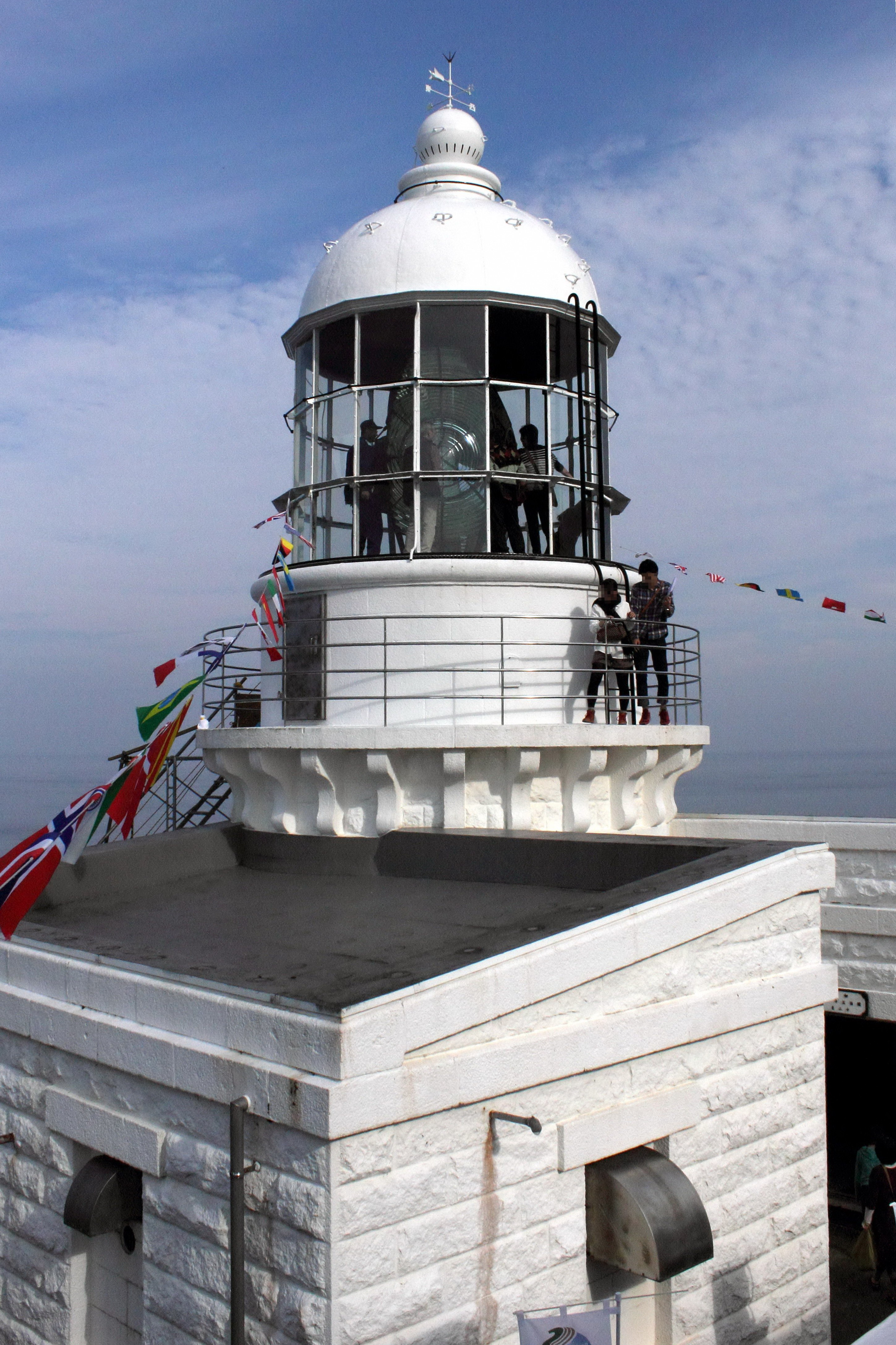
経ヶ岬灯台

## 出身者
- 松本重太郎 - 実業家。様々な企業の設立に携わり、「関東の渋沢（栄一）、関西の松本」と謳われた[16]。間人小学校には松本の石像が建立されている[16]。間人村小間西生まれ[16]。
- 植垣弥一郎 - 実業家・政治家。明治乳業社長・会長や参議院議員を務めた[17]。生涯にわたって故郷の間人を愛し、玄関の表札には「植垣間人」と記していた[17]。間人村岡成生まれ[17]。
- 小谷勝重 - 弁護士・最高裁判所判事。1948年（昭和23年）の最高裁判所の創設から13年間にわたって裁判官を務めた[18]。間人村向地生まれ[19]。
- 谷源蔵 - 貿易商。ロシアのウラジオストクを拠点として貿易に携わった[20]。間人小学校に奉安殿を建設したり、間人の郷土研究なども行った[20][21][18]。間人村岡成生まれ[20]。
- 相見幸八 - 貿易商。戦前は満州のハルビンを拠点として貿易に携わり、戦後には日本に引き揚げて丹後交通（現在の丹後海陸交通の前身の一つ）の社長などを務めた[22]。1940年（昭和15年）には間人町に対して間人町会館（のちの丹後町役場庁舎）を寄贈した[22]。谷源蔵の甥[22]。間人村岡成生まれ[22]。
- 藤原勘治 - ジャーナリスト。毎日新聞社取締役・西部本社代表。ハンセン病患者救済事業でも尽力し、インドに救ライセンターを設立するなどしている[23]。間人村小間西出身。間人町図書室（のちの丹後町図書室）・間人小学校（のちの丹後小学校）・間人中学校（のちの丹後中学校）には藤原の寄付による豊淑文庫が設置されている[23]。間人村小間西生まれ[23]。
- 岡田泰蔵 - 弁護士・政治家。衆議院議員。神戸弁護士会副会長などを務め、立憲政友会から代議士となった[24]。上宇川村平生まれ[24]。
- 東史郎 - 文筆家・映画館経営者。日中戦争従軍時の日記を公刊し、南京事件を告発した。